# پرسی توس
پرسی توس (انگلیسی: Percy Birch؛ زادهٔ 1860) بازیکن فوتبال اهل بریتانیا است.
از باشگاه‌هایی که در آن بازی کرده‌است می‌توان به باشگاه فوتبال استوک سیتی اشاره کرد.